# 美濃村
美濃村（みのむら）は、島根県美濃郡にあった村。現在の益田市の一部にあたる。

## 地理
白上川の上流域に位置していた。

## 歴史
- 1889年（明治22年）4月1日、町村制の施行により、美濃郡美濃地村、有田村が合併して村制施行し、美濃村が発足[1][2]。
- 1955年（昭和30年）3月25日 - 益田市に編入され廃止[1][2]。

### 地名の由来
郡名、古代郡家の遺称による。

## 産業
- 米作、養蚕、畜産、製紙、林業[1]。

## 交通

### 道路
- 1903年（明治36年）- 中西 - 美濃地道が開通[1]。
- 1913年（大正2年）- 青原 - 江崎道が開通[1]。

## 教育
- 1873年（明治6年）- 美濃地小学校、有田小学校、河内小学校開校[1]。
- 1889年（明治22年）- 美濃村小学校に統合[1]。
- 1947年（昭和22年）- 美濃中学校開校[1]。